# Besleria columneoides
Besleria columneoides är en tvåhjärtbladig växtart som beskrevs av Johannes von Hanstein. Besleria columneoides ingår i släktet Besleria och familjen Gesneriaceae. Inga underarter finns listade i Catalogue of Life.